# Манцу, Джакомо
Джа́комо Манцу́ (Мандзу́; итал. Giacomo Manzù; 1908—1991) — итальянский скульптор. Получил признание на Западе, однако благодаря приверженности коммунистической идеологии был также высоко ценим советской художественной критикой. Почётный член АХ СССР (1967), лауреат Международной Ленинской премии «За укрепление мира между народами» (1966).

## Биография

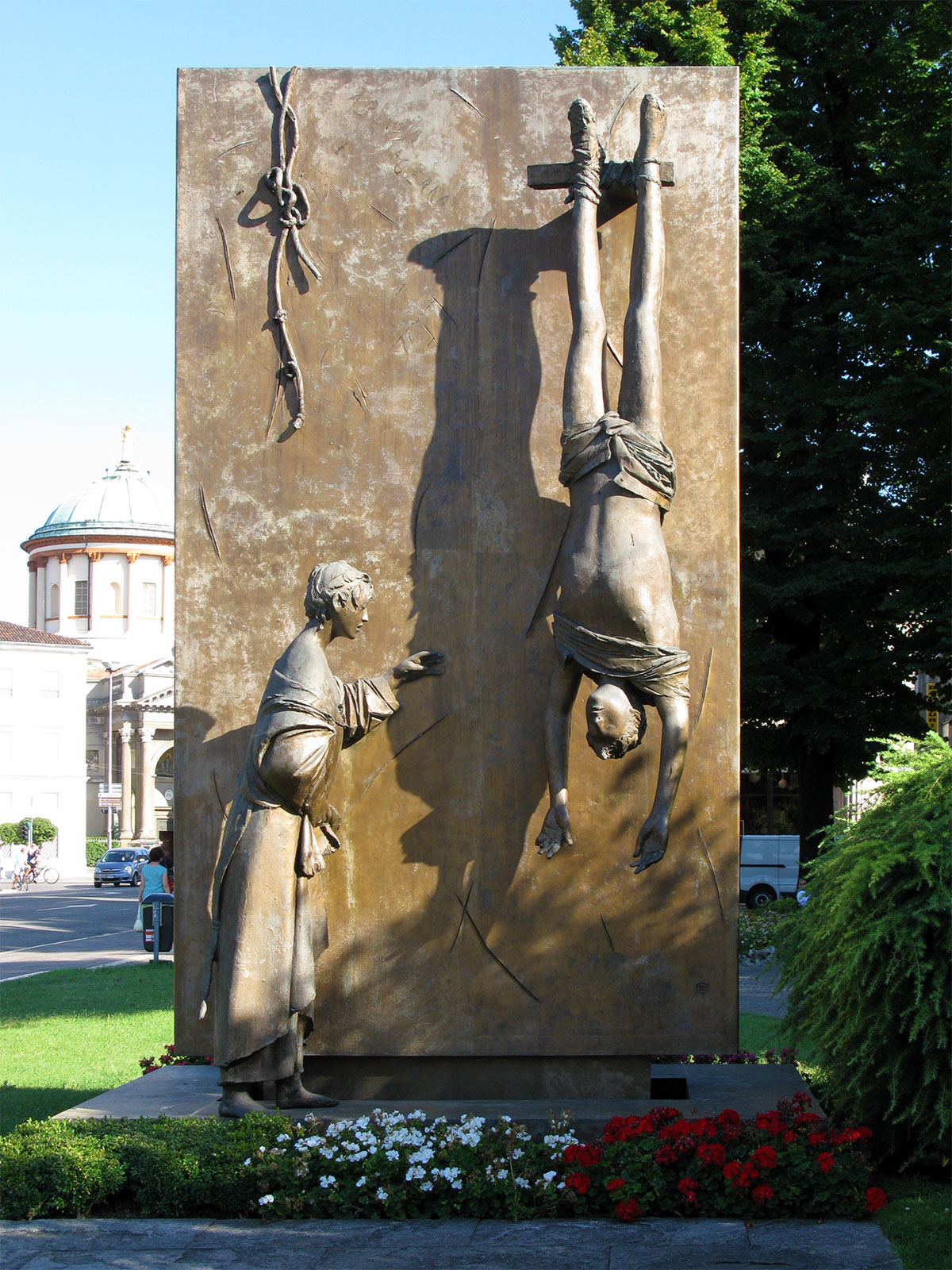
Памятник партизану (1977), Бергамо
Надпись на обратной стороне стены:
«Партизан!
Я видел тебя, висящим
неподвижно.
Только волосы слегка слегка
шевелились на твоем лбу. Это был вечерний ветерок,
который осторожно
нарушал тишину
и ласкал тебя так,
как мне хотелось бы»
Джакомо Манцу, 25 апреля 1977 года

Настоящее имя — Джакомо Мандзони. Родился в Бергамо. Его отец был сапожником. Помимо нескольких вечерних художественных классов, Джакомо осваивал скульптуру самостоятельно. Он начинал работать с деревом во время своей военной службы в Венето в 1928 году. Позднее, после недолгого пребывания в Париже, будущий художник переехал в Милан, где архитектор Джованни Муцио поручил ему оформить капеллу Католического университета Св. Сердца (1931—1932). В 1933 году он выставил серию скульптурных бюстов на Триеннале в Милане и имел успех. В следующем году провёл персональную выставку в Риме.
В 1939 году Джакомо Манцу начал работу над серией бронзовых барельефов, посвящённых страстям Иисуса. Работы, выставленные в Риме в 1942 году, были подвергнуты критике, как со стороны фашистского правительства, так и церковных властей. В 1940 году он получил должность преподавателя в Академии Брера в Милане, но позднее перешёл на преподавательскую работу в Академию Альбертина в Турине. Во время Второй мировой войны Манцу переехал в Клузоне (провинция Бергамо, Ломбардия), вернувшись в Академию Брера после окончания войны, занимал должность преподавателя до 1954 года, когда переехал в Зальцбург, где жил до 1960 года. В Зальцбурге он встретил свою будущую жену Инге Шабель, которая стала постоянной моделью большей части его скульптурных работ. Несмотря на свой атеизм, Манцу был личным другом Папы Иоанна XXIII и по его настоянию сумел завершить в 1964 году бронзовые «Врата смерти» для базилики Святого Петра в Риме (отлиты в бронзе в 1991 году). В том же году он переехал в Ардею, недалеко от Рима, в местность, которая теперь переименована в Колле Манцу в его честь.
Шесть рельефов «Врат смерти» с изображением распятия и кардиналов отличаются гротескным характером (что вызвало бурю негодования консервативно настроенных критиков), но, одновременно, тончайшей пластикой и при кажущейся эскизности (что также необычно для столь ответственной работы) характерны тонко выверенной композицией. Эти врата и в наши дни, рядом со старинными, украшают нартекс собора. 

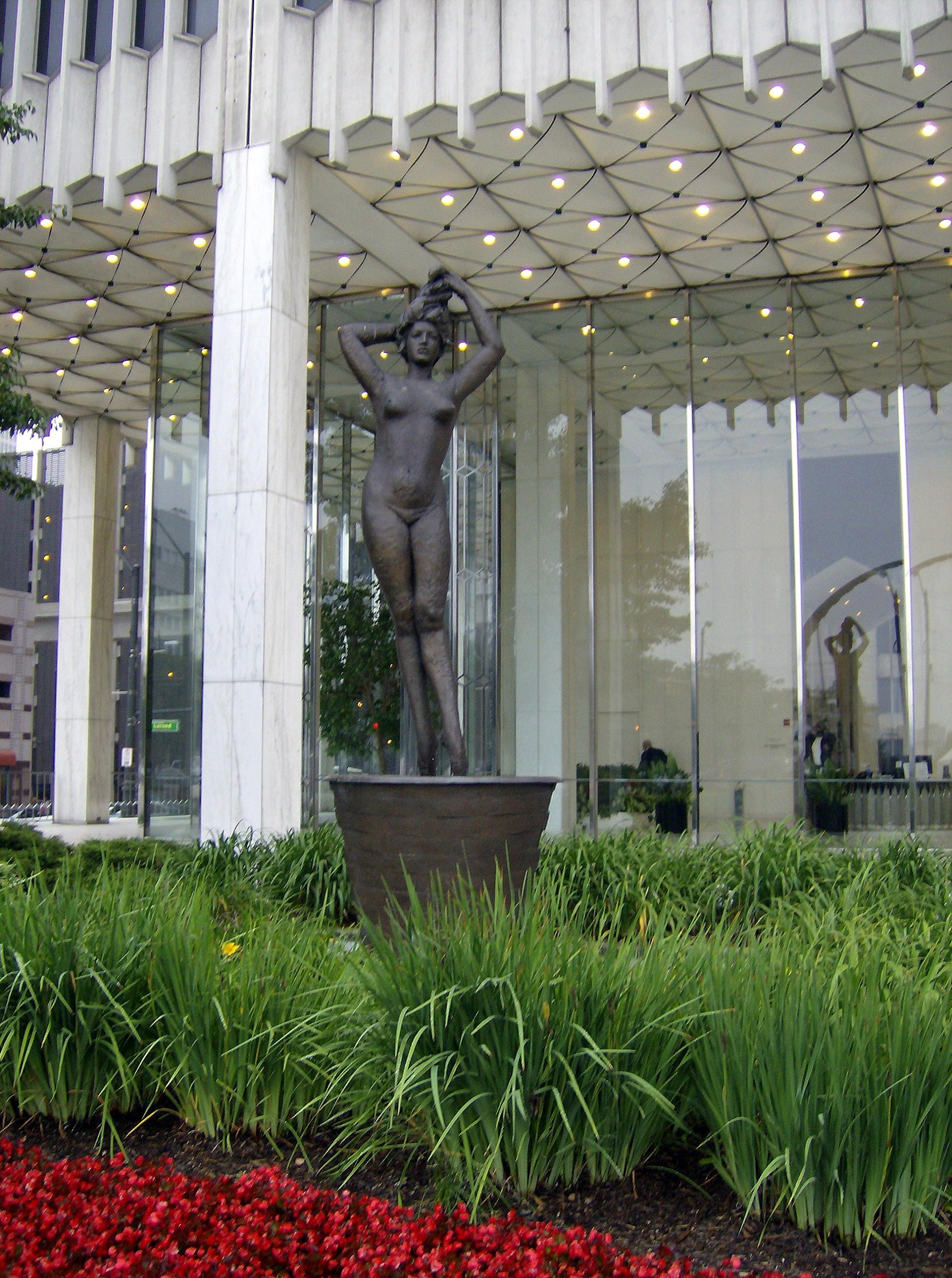
Шаг в танце (1963), Детройт

В конце 1960-х годов Манцу начал работать в качестве сценографа. В 1970 году создал памятник Владимиру Ленину на острове Капри. В 1977 году преподнёс в дар городу Бергамо «Памятник партизану». Его последней выдающейся работой (1989) была скульптура высотой 6 м, установленная перед офисом ООН в Нью-Йорке.
В индивидуальном стиле Манцу сочетаются новаторство и традиция, пластическая напряжённость, экспрессия с чувственностью и вниманием к натуре. Его нарочито эскизная манера в силу этих качеств выглядит классичной, простой и ясной. Отсюда его популярность. Произведения скульптора находятся в самых престижных музейных и частных коллекциях. В Соединённых Штатах Америки архитектор Минору Ямасаки заказал ему скульптуру Passo di Danza (танцевальный шаг) для г. Детройта. Скульптура Манцу «Кардинал» (1955) находится в Международной галерее современного искусства в Венеции, портрет «Сусанна» (1961) — в Национальной галерее современного искусства в Риме. В 1963 году Манцу завершил шесть рельефов для «Врат смерти» собора святого Петра в Риме. Несколько его работ находится в Государственном Эрмитаже.

## Награды
- Кавалер Большого креста ордена «За заслуги перед Итальянской Республикой» (2 июня 1960 года)[4]
- Великий офицер ордена «За заслуги перед Итальянской Республикой» (30 декабря 1952 года)[5]
- Золотая медаль «За вклад в развитие культуры и искусства» (1 июня 1981 года)[6]
- Австрийский почётный знак «За науку и искусство» (Австрия, 1974 год)[7]
- Международная Ленинская премия «За укрепление мира между народами» (СССР, 1966 год)
- Премия Фельтринелли (1953, 1983)